# Кидрасівка
Кидра́сівка — село в Україні, у  Бершадській міській громаді Гайсинського району Вінницької області. Населення — 495 осіб.
До 2020 р. - центр Кидрасівської сільської ради Бершадського району.

## Археологічні пам'ятки
У селі виявлено поселення трипільської культури. Пам'ятка розташована поблизу села.

## Географія
Село Кидрасівка розташоване на межі двох областей — Вінницької та Кіровоградської. Площа населеного пункту — 270,1 га. Селом протікає невеличка річечка Романівка, яка бере початок в селі Романівка. Характерним для села є нерудні корисні копалини. Є достатні запаси глини та кварцових пісків.

## Історія
За переказами старожилів, назва села теж походить від подій давнини. Серед бранців, які були захоплені турками, було три козаки, яким вдалося втекти. Один з них мав прізвисько «Кедр», чи «Кедря». Від цього слова, вважають, пішла назва Кедрасівка, а з часом село стали називати Кидрасівка. За другою версією краєзнавців є свідчення, що село молоде, що йому приблизно 200 років.
7 (20) листопада 1917 року, відповідно до Третього Універсалу Української Центральної Ради, увійшло до складу Української Народної Республіки.

### Комуністична окупація
З середини 1920-х років почали створювати с/г артілі, товариства спільного обробітку землі, колгоспи. На території села було утворено три колгоспи — імені Любченка, імені Молотова, імені Кірова. Десь через рік Любченка перейменували на імені Кірова.
Село входило в свої часи до Чечельницького, Ольгопільського районів, а згодом стало Бершадського району.

### Румунська окупація
З липня 1941 року село звільнено від сталіністів, які вчинили тут голодомор. 118 чоловік сталіністи довели до смерті на фронтах. Уродженець села Ковальчук Дмитро брав участь у форсуванні Дунаю в грудні 1944 року. 14 березня 1944 року війська 2–го Українського фронту армії СССР зайняли село.

### Злочини комуністів
В 1932—1933 рр. село потерпало від страшного штучного голодомору. За свідченнями постраждалих та очевидців від голоду потерпіло понад 80 сімей і кілька десятків померлих.
Не обминув село і голод 1946—1947 рр. Люди дуже бідували і вмирали з голоду.
У 1970-х роках за вказівкою комуністичної влади у селі знищено церкву. Прості смертні люди боялись брати участь у цьому процесі, так як це місце було святе. На це йшли партійні активісти.
Незабаром члени родин цих людей і самі винуватці цих діянь перенесли тяжкі покарання. Люди вірять, що ці покарання були від Бога.

### Друга комуністична окупація
В повоєнні роки створені колгоспи імені Ворошилова і імені Молотова. У Ворошилова головою колгоспу в 1950—1953 рр був Ковальчук Д. А.. В 1959 році було з'єднано два села — Кидрасівку і Голдашівку. Село належало до Голдашівської сільської ради. Новостворений колгосп мав назву «Червона Зірка».
В 1980 році, за бажанням громадян села, Кидрасівку знову було відділено від Голдашівки і утворено колгосп імені Калініна. Головою колгоспу був Заморський П. П.. За його керівництва було побудовано новий Будинок культури, новий адмінбудинок, де знаходиться в наш час[коли?] ФАП, с/рада, керівництво СФГ «Кидрасівське».

### Незалежна Україна
В 1991 році громадяни села на Всеукраїнському референдумі проголосували за підтвердження Акту проголошення незалежності України.
На території села функціонує загальноосвітня школа І-ІІ ступенів, побудована в 1968 році, Будинок культури, ФАП, бібліотека, дитячий садок, побудований в 2008 році, СФГ «Кидрасівське», СФГ «Струмок», фермерське господарство «Південь», поштове відділення зв'язку, один продуктовий магазин, один Кафе –Бар.
Духовні потреби села забезпечує храм в честь Рождества Пресвятої Богородиці, який було побудовано за ініціативи та підтримки братів Заболотного Григорія Михайловича і Заболотного Дмитра Михайловича в 2001 році.
Найвидатнішими пам'ятками архітектури села є пам'ятка археології на північно-західній околиці села — поселення Трипільської культури IV—ІІІ тис. до н. е. (200 х 250 м), стара будівля панського маєтку, пам'ятка історії — братська могила 3-х невідомих солдат (1944) на сільському кладовищі, пам'ятка історії — власна могила Баранюка О. С., воїна — афганця, на кладовищі та обеліск на іменному полі, пам'ятка історії — меморіальний комплекс воїнам — односельчанам, які загинули в роки Великої Вітчизняної війни.
Кидрасівка — батьківщина героя Радянського Союзу, Ковальчука Д. А., село, де народився і виріс колишній голова обласної ради — Заболотний Григорій Михайлович
Кидрасівка — мальовниче подільське село з прекрасним розмаїтим краєвидом, яке населяють чудові працьовиті і невтомні люди.
12 червня 2020 року, відповідно розпорядження Кабінету Міністрів України № 707-р «Про визначення адміністративних центрів та затвердження територій територіальних громад Вінницької області», село увійшло до складу Бершадської міської громади.
19 липня 2020 року, в результаті адміністративно-територіальної реформи та ліквідації Бершадського району, село увійшло до складу Гайсинського району.

## Спогади про село в документах
Кидрасовка с.—расположено на низменности, при річкі Романовкі, притокъ р. Яланца; отъ уіздн. г. Ольгополя въ 22 вер. къ с.-в.; ближайшая ж.-д. ст. «Балта» въ 35 вер. Климатическія условія благопріятныя; почва—черноземная. К. принадлежала Мошинскимъ, а теперь наслідникамь графини Ксаверіи Грохольской — Станиславу и Фаддею Грохольскимъ и Елені Бржозовской, урожд. Грохольской. По разсказамъ старожиловъ, первоначальное названіе села была «Кедры». Въ XVIII в. приходъ былъ уніатскимъ, а въ 1795 г. прихожане вмісті съ своимъ священникомъ Симеономъ Лъпоревскимъ, возсоединились съ Православною Церковью. Православнаго населеній 744 м и. и 740 ж. п.; за исключеніемь 10 д. мішань, остальные—малороссы-крестьяне, главное занятіе которыхъ составляетъ земледеліе; есть также ремесленники —кузнецы, шорники, кожевники, сапожники, плотники и каменыцики. Изъ иноверцевъ въ приході проживаетъ 7 д. об. и. католиковъ и 22 д. евр. Первый приходскій храмъ въ честь Рождества Пресвятый Богородицы, деревянный, трехкупольный, съ колокольнею отдельно отъ храм ностроенъ на средства прихожанъ въ 1750 г. Въ 1877 году начать постройке новый храмъ, также деревянный, рядомъ съ зданіемь старой церкви; новый храмъ оконченъ постройкою въ 1882 году. По освященій его, зданіе стараго храма разобрано, и часть матеріала продана прихожанамъ, остальное же употреблено на устройство часовни на кладбищъ, Церковный погостъ обнесень чугунною оградою. Церковной земли 39 дес. 915 саж., въ томъ числі усадеб. и подъ погост. 2 дес. 1380 саж., пах. 29 д., сінок. въ лісу 4 д. 2115 с. и левады подъ хуторомъ 2 д. 2220 саж. Причтовыя постройки, возведенный на средства поміщика, сданы въ 1890 г.. но въ 1896 г. священническій домъ сгорълъ. Церковно-приходская школа открыта въ 1871 г.; поміщается въ собственномъ зданій, построенномь въ 1896 году. 

## Персоналії
Турундюк Омелян Трохимович (1898-1924) - у 1919-20 воював в армії УНР в загоні Петра Стахова. У 1921 емігрував  до Румунії. У 1923 при спробі повернутися до УРСР був заарештований та розстріляний органами ГПУ .